# Луговий Роман Іванович
Роман Іванович Луговий (нар. 4 серпня 1979, Кіровоград) — український шосейний велогонщик, який виступав на професійному рівні у період 2002—2006 роки. Срібний призер чемпіонату України у груповій гонці, бронзовий призер молодіжного чемпіонату Європи, учасник багатьох великих гонок на шосе, такі як «Париж — Рубе», «Мілан — Турин», «Чотири дня Дюнкерка», «Критеріум Інтернаціональ» та інші.

## Біографія
Роман Луговий народився 4 серпня 1979 року у місті Кіровограді Української ССР. Проходив підготовку під керівництвом заслуженого тренера України Віктора Васильовича Татаренка.
Вперше заявив про себе у 1995 році, вигравши шосейну групову гонку на Літніх європейських юнацьких Олімпійських днях у Великій Британії.
Починаючи з 1999 року регулярно брав участь у різноманітних аматорських та молодіжних гонках на шосе, виступав переважно на теренах Італії.
У 2001 році здобув бронзову медаль у груповій гонці на чемпіонаті Європи у Франції, поступившись тільки італійцю Джампаоло Карузо та німцю Ерику Бауману. Фінішував третім у гонках «Флоренція — Емполи» і «Гран-преміо ла Торре».
Дебютував на професійному рівні у 2002 році у складі італійської команди Colpack-Astro, приєднавшись до неї у якості стажера. Переміг на гонках «Флоренція — Емполи», «Ментона — Савона», «Коппа Коллеккьо», успішно виступив в уругвайській багатоденній гонці «Рутас де Америка», де переміг на одному з етапів і зайняв третє місце у генеральній класифікації. Взяв участь у гонці «Стер Електротур» в Нідерландах, ставши шостим у гірській класифікації і тринадцятим у класифікації по балам.
З 2004 року упродовж двох сезонів представляв французьку команду RAGT Semences. У цей період виграв бронзову медаль на шосейному чемпіонаті України у заліку  групової гонки, поступившись на фініші тільки Михайлу Халілову. Двічі брав участь в монументальних класиках «Париж — Рубе», але обидва рази сходив з дистанції. У числі іншого проїхав «Тур де л’Авенір», де на одному з етапів став третім, «Волту Алгарві», «Тур Бельгії», гонки вищої категорії «Чотири дня Дюнкерка» і «Критеріум Інтернаціональ».
Останній раз показував результати на професійному рівні у сезоні 2006 року у складі італійського клубу OTC Doors-Lauretana, коли стартував у таких престижних гонках як «Мілан — Турин», «Міжнародний тиждень Коппі і Барталі», «Джиро дель Трентіно».
Згодом працював спортивним директором в італійських командах.